# Bethlenfalvy Géza
Bethlenfalvy Géza (Hunfalva, 1936. február 10. – 2021. november 18.) orientalista, egyetemi oktató.

## Életpályája
Szülei Bethlenfalvy László és Száhlender Klára voltak. 1956–1963 között az ELTE magyar–indológia szakán tanult. 1963–2006 között az ELTE belső-ázsiai tanszékén az Akadémia altajisztikai tanszéki kutatócsoport tudományos munkatársa. 1968–1974 között a Kőrösi Csoma Társaság titkára, 1984–1991 között főtitkára, 1991–1995 között, valamint 2007-től alelnöke volt.
1974–1980 között a Delhi Egyetem magyar lektora. 1992–1995 között a Magyar Vallástudományi Társulat alelnöke. 1994–2000 között a delhi Magyar Tájékoztatási és Kulturális Központ igazgatójaként dolgozott.
Kutatási területe: India, Tibet, Mongólia.

## Művei
- Tibeti könyvillusztrációk (1972)
- A Painter's Pilgrimage (1978)
- A Catalogue of the Urga Kanjur (1980)
- India in Hungarian Learning and Literature (1980)
- Charles Fabri, Life and Works (1981)
- A Hand-List of the Ulan-Bator Manuscript of the Kanjur Rgyal-rtse Them-spangs-ma (1982)
- India magyar szemmel; szerk. Bethlenfalvy Géza, Puskás Ildikó; Indiai Nagykövetség, Budapest, 1987
- Tiszta élet öröm. In memoriam Sass Brunner Erzsébet. 1889–1950. Tihany, 1989; Veszprém Megyei Múzeumi Igazgatóság, Veszprém, 1989
- Enchanted by India: Ervin Baktay (1890–1963) (1992)
- Tibetan and Buddhist Studies. Commemorating the 200th Anniversary of the Birth of Alexander Csoma de Kőrös, 1-2. Akadémiai Kiadó, 1984 ISBN 9630535734
- India és a magyar forradalom, 1956. Dokumentumok az Indiai Köztársaság Külügyminisztériumának archívumából (szerk.), 2006. Argumentum Tudományos Könyv- és Folyóirat Kiadó ISBN 963446405X
- M.A.Rahman: Magyarország 1956–1959 Egy indiai diplomata emlékei – szerkesztő
- A misztikus India – két magyar festőnő művészetén keresztül; katalógus Bethlenfalvy Géza, Marosi Ernő, Renner Zsuzsanna, szerk. Renner Zsuzsanna; Hopp Ferenc Kelet-ázsiai Művészeti Múzeum, Budapest, 2007
- A Tibeto-Mongolian picture-book of hell; bev. Bethlenfalvy Géza, Sárközi Alice; Institute of Ethnology HAS, Budapest, 2010 (Treasures of Mongolian culture and Tibeto-Mongolian buddhism)
- Elizabeth Brunner; katalógus Bethlenfalvy Géza, Gellér Katalin, Kőfalvi Csilla; Kanizsai Kulturális Központ, Nagykanizsa, 2011
- Hundia; Bethlenfalvy Géza, Budapest, 2013

## Díjai
- Kőrösi Csoma Sándor-díj (1990)
- Kőrösi-emlékérem (2003)